# Confide in Me: The Irresistible Kylie
Confide in Me: The Irresistible Kylie è una raccolta del 2007 della cantante australiana Kylie Minogue, contenente i brani contenuti negli album Kylie Minogue e Impossible Princess, pubblicati dalla Deconstruction Records, e alcune b-sides.

## Tracce
Disco 1
1. Confide in Me – 5:51
2. Put Yourself in My Place – 4:54
3. Where Is the Feeling? (Brothers In Rhythm Mix) – 4:11
4. If I Was Your Lover – 4:45
5. Some Kind of Bliss – 4:12
6. Did It Again – 4:22
7. Breathe – 4:37
8. If You Don't Love Me – 2:12
9. Tears – 4:28
10. Gotta Move On – 3:35
11. Difficult by Design – 3:43
12. Stay This Way – 4:34
13. This Girl – 3:08
14. Automatic Love – 4:45
15. Where Has the Love Gone? – 7:46
16. Surrender – 4:25
17. Dangerous Game – 5:30

Disco 2
1. Time Will Pass You By – 5:26
2. Falling – 6:43
3. Nothing Can Stop Us – 4:06
4. Love Is Waiting – 4:48
5. Cowboy Style – 4:44
6. Say Hey – 3:37
7. Drunk – 3:59
8. I Don't Need Anyone – 3:14
9. Jump – 4:04
10. Limbo – 4:05
11. Through the Years – 4:20
12. Dreams – 3:44
13. Too Far – 4:43
14. Confide in Me (Brothers in Rhythm Mix) – 10:28
15. If You Don't Love Me (Acoustic version) – 2:10
16. Falling (Alternative Mix) – 8:40